# Lędzianie

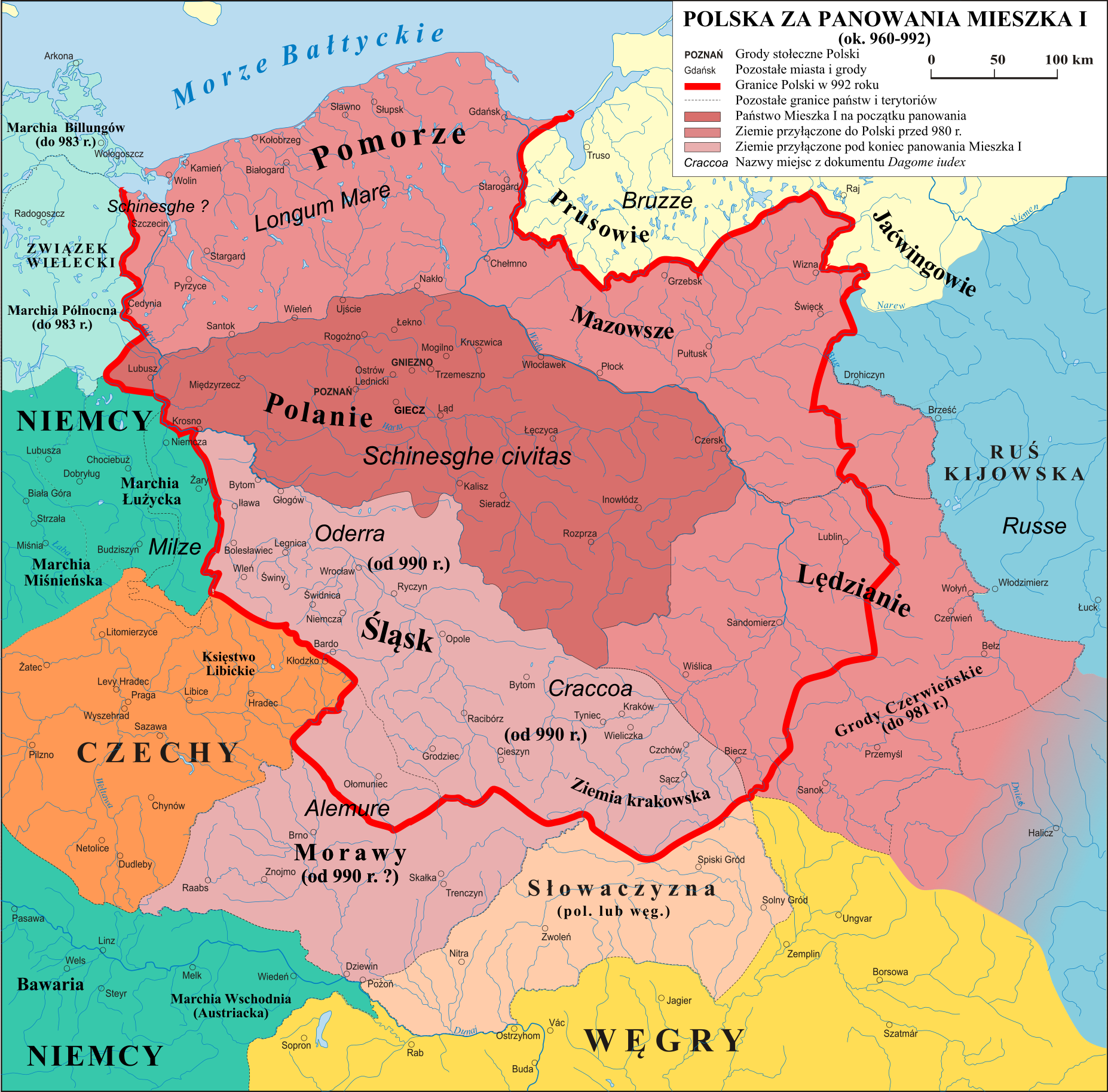
Rutenia Rossa della Polonia nel 981

I Lędzianie erano una tribù lechitica veneda orientale, che si sa aver abitato un'area non ben definita nella Piccola Polonia e la tra il VII e l'XI secolo.

## Descrizione
Il termine Venedi fa oggi riferimento alle minoranze slave occidentali poste all'interno del Sacro Romano Impero. Miecislao, ad esempio, appare anche come re Dagome dei Venedi, in lingua norrena Vindakonungr.
Essendo stati descritti principalmente da autori orientali, la cui conoscenza della geografia dell'Europa orientale era vaga, sono state avanzate molte ipotesi sull'origine del nome, tra cui Lendzanenoi, Lendzaninoi, Lz'njn, Lachy, Landzaneh e Lendizi.
Nel 1031 Harald III ed i suoi uomini raggiunsero la terra della Rus' di Kiev, dove servirono nell'esercito di Jaroslav il Saggio, Gran Principe di Kiev, la cui moglie Ingigerd era lontana parente di Harald. Harald fece apprendistato militare, combattendo nella campagna polacca del 1031, e contro i Læsir.

## Fonti
Nel frammento di una saga si legge: "...Tryggvi ok Tvívívill höfðu komit 12 skipum: Læsir hafði skeið ok alla skipaða með köppum" ("Laesir, essi giunsero su grandi navi lunghe").
Nella storiografia latina del Geografo bavarese (generalmente datata a metà del IX secolo) si dice che Lendizi habent civitates XCVIII, ovvero, che i "Lendizi" avevano 98 gord (il gord era un tipo di insediamento fortificato slavo).
I Lędzianie sono citati, tra le altre cose, nel De Administrando Imperio (ca. 959, come Λενζανηνοί), da Josippon (ca. 953, come Lz'njn), dalla Cronaca degli anni passati (all'anno 981, come ляхи, traslitterato ljachi), da Ali al-Masudi (ca. 940, come Landzaneh).

## Etnonimo
Max Vasmer ha ricostruito l'originale etnonimo come lęděninŭ, derivante dal teremine slavo usato per dire "incolto, deserto", parente dell'inglese "land". In questo contesto, lęděninŭ significa "un insediamento di terre sterili", facendo riferimento alle terre abbandonate da popolazioni precedenti, Vandali o Goti.
Il fatto che i Lędzianie abbiano abitato un territorio considerevole è evidente per il fatto che dal loro nome nasce il termine "polacchi" in varie lingue.
Dalle successive forme Lęchy:
- Slavo orientale: Lyakh (anche traslitterato in Lach e Ljach)
- Norreno: Læsir; vedi Heimskringla (anche traslitterato in Laesar e Ljachar)[4]
- Lituano: Lenkas
- Rumeno (odierno): Leah
- Greco bizantino: Lechoi e Lendzeninoi (Λενζενίνοις)

Direttamente da Lędzianie, Lendzianie, Lędzice
- Ungherese: Lendiel, Lengyel
- Slavo meridionale: Ledianin

I Lendzianie hanno anche lasciato il proprio etnonimo nei nomi polacchi quali Lachy Sądeckie, che era un endonimo usato dai polacchi in Polonia sud-orientale. La regione nord-orientale di Podlachia significa "vicino ai polacchi", ed il nome lituano della regione è Palenkė, che ha lo stesso significato.
All'inizio dell'XI secolo, gli scandinavi si riferivano alla tribù polacca dei Polani, nella regione di Gniezno, chiamandoli Læsar. In antico islandese, la Polonia si chiama Læsialand.
Nelle cronache dell'XI secolo scritte da Nestore, il termine Lachy era usato per fare riferimento a tutti gli Slavi occidentali che non erano cechi o slovacchi. Nestore disse che i Lachy si dividevano in numerose tribù, tra cui Polani, Pomerani, Masoviani e Lusaziani.
I termini Lechiti, Lechia e Lingue lechitiche derivano dalla più antica forma, utilizzata in numerose lingue mediorientali.

## Area tribale
Costantino VII dice che i Lędzianie erano sottomessi ai Rus', e che i loro cayuchi navigavano fino a Kiev per partecipare alle spedizioni navali contro Bisanzio. Questa cosa potrebbe essere utilizzata come indicatore del fatto che i Lędzianie abbiano avuto accesso a corsi d'acqua che li collegavano al Dnepr, come ad esempio lo Styr.
Basandosi sul racconto di Costantino, appare probabile che i Lędzianie occupassero la regione storica della Rutenia Rossa, centrata su Przemyśl. Questa conclusione si contrappone alla Cronaca degli anni passati, che implica che la regione era colonizzata dai Croati bianchi. Per superare questo problema, alcuni storici polacchi hanno proposto interpretazioni alternative del testo in questione, che sposterebbe la posizione dei Croati bianchi molto ad est, ad esempio lungo il bacino della Vorskla.
L'estensione incerta delle descrizioni del X secolo riguardanti la parte alta dei fiumi Dnestr e Bug Occidentale rende plausibile dedurre che i Croati bianchi, i Lędzianie e probabilmente altri popoli condividessero questo vasto territorio lungo l'attuale confine di Ucraina e Polonia. Il tentativo di identificare i Lędzianie con i Buzhani o con i Dulebi viene smentito da queste considerazioni.

## Storia

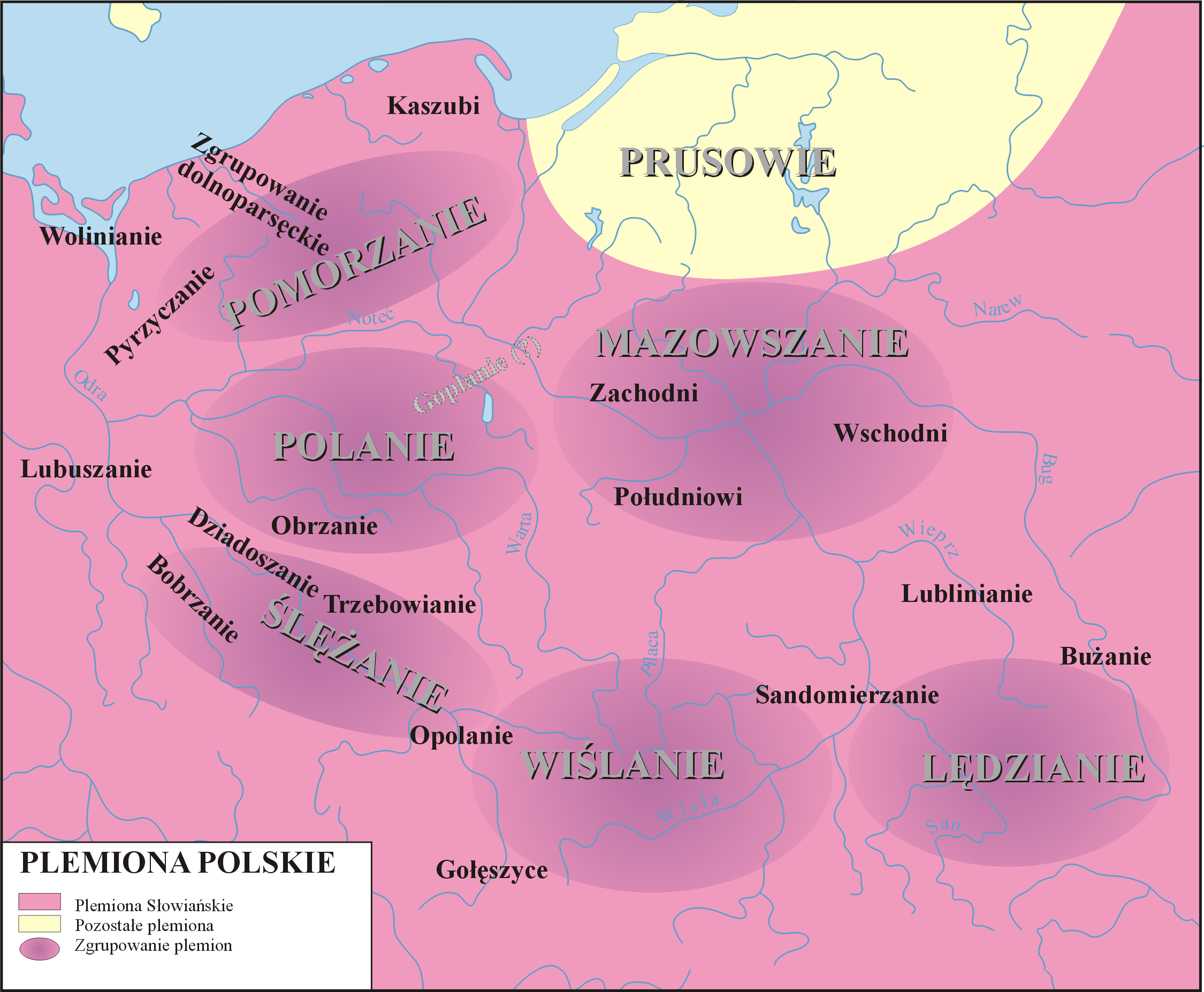
Mappa raffigurante una posizione approssimativa delle tribù polacche. I Lędzianie si trovano nell'angolo in basso a destra

In tempi pre-slavici la regione era popolata da Lugi e Anartii, associati alle culture di Przeworsk e Puchov. Furono seguiti dai popoli germanici orientali, i Goti ed i Vandali. Dopo che questi ebbero abbandonato il territorio, giunsero gli Slavi occidentali (Lędzianie e Vistolani).
Attorno all'833 la terra dei Lędzianie fu incorporata nello stato della Grande Moravia. Dal momento dell'invasione delle tribù ungheresi nel cuore dell'Europa centrale, attorno all'899, i Lędzianie furono soggetti alla loro autorità (Masudi). Nella prima metà del X secolo, pagavano tributi ad Igor' di Kiev (Costantino VII).
Dal 955 in avanti, i Lędzianie furono politicamente legati ai Boemi. Cosma Praghese afferma che la terra di Cracovia fu controllata dai Přemyslidi di Boemia fino al 999. Il suo resoconto è smentito dagli atti di fondazione dell'arcidiocesi di Praga (1086), che traccia il confine orientale dell'arcidiocesi, come stabilito nel 973, lungo i fiumi Bug e Styr (o Stryj).
Ibrahim ibn Ya'qub, che viaggiò in Europa orientale nel 965, ribadisce che Boleslao II di Polonia regnò sullo stato che "copriva dalla città di Praga alla città di Cracovia". Ad un certo punto, poco dopo il 970, la regione sembra essere stata conquistata da Miecislao I di Polonia. Questa cosa potrebbe essere contrastata da quanto riportato nella Cronaca degli anni passati, secondo cui Vladimir I di Kiev conquistò le "città Cherven" dai polacchi nel 981 (in realtà nel 979).
La regione tornò sotto la sfera d'influenza polacca nel 1018, quando re Boleslao I conquistò le città Cherven sulla strada per Kiev. Jaroslav I di Kiev riconquistò le terre di confine nel 1031, che fecero parte della Rus' di Kiev e del suo stato successore di Halych-Volhynia fino al 1340, quando furono di nuovo conquistate dal regno di Polonia di Casimiro III di Polonia. Si crede che i Lędzianie siano stati poi assorbiti dagli Slavi orientali di quel periodo. I fattori più importanti che contribuirono a questo amalgama potrebbero essere stati:
- somiglianze linguistiche ed etniche
- influenza della Rus' di Kiev e della ortodossia
- deportazioni in Ucraina centrale attuate da Jaroslav I di Kiev dopo il 1031[15]
- colonizzazione da parte dei Ruteni che fuggivano ad ovest durante gli assalti Mongoli alla Rutenia, durante l regno di Danilo di Halych